# Tudorel Stoica
Tudorel Stoica (Brăila, 7 settembre 1954) è un ex calciatore rumeno, di ruolo centrocampista.

## Biografia
È padre del calciatore Alin Stoica.

## Palmarès

### Competizioni nazionali
- Campionato rumeno: 7

Steaua Bucarest: 1975-1976, 1977-1978, 1984-1985, 1985-1986, 1986-1987, 1987-1988, 1988-1989
- Coppa di Romania: 5

Steaua Bucarest: 1975-1976, 1978-1979, 1984-1985, 1986-1987, 1988-1989

### Competizioni internazionali
- Coppa dei Campioni: 1

Steaua Bucarest: 1985-1986
- Supercoppa UEFA: 1

Steaua Bucarest: 1986